# Dasineura scorsonerae
Dasineura scorsonerae är en tvåvingeart som beskrevs av Fedotova 1982. Dasineura scorsonerae ingår i släktet Dasineura och familjen gallmyggor.
Artens utbredningsområde är Kazakstan. Inga underarter finns listade i Catalogue of Life.